# Richard Le Gallienne

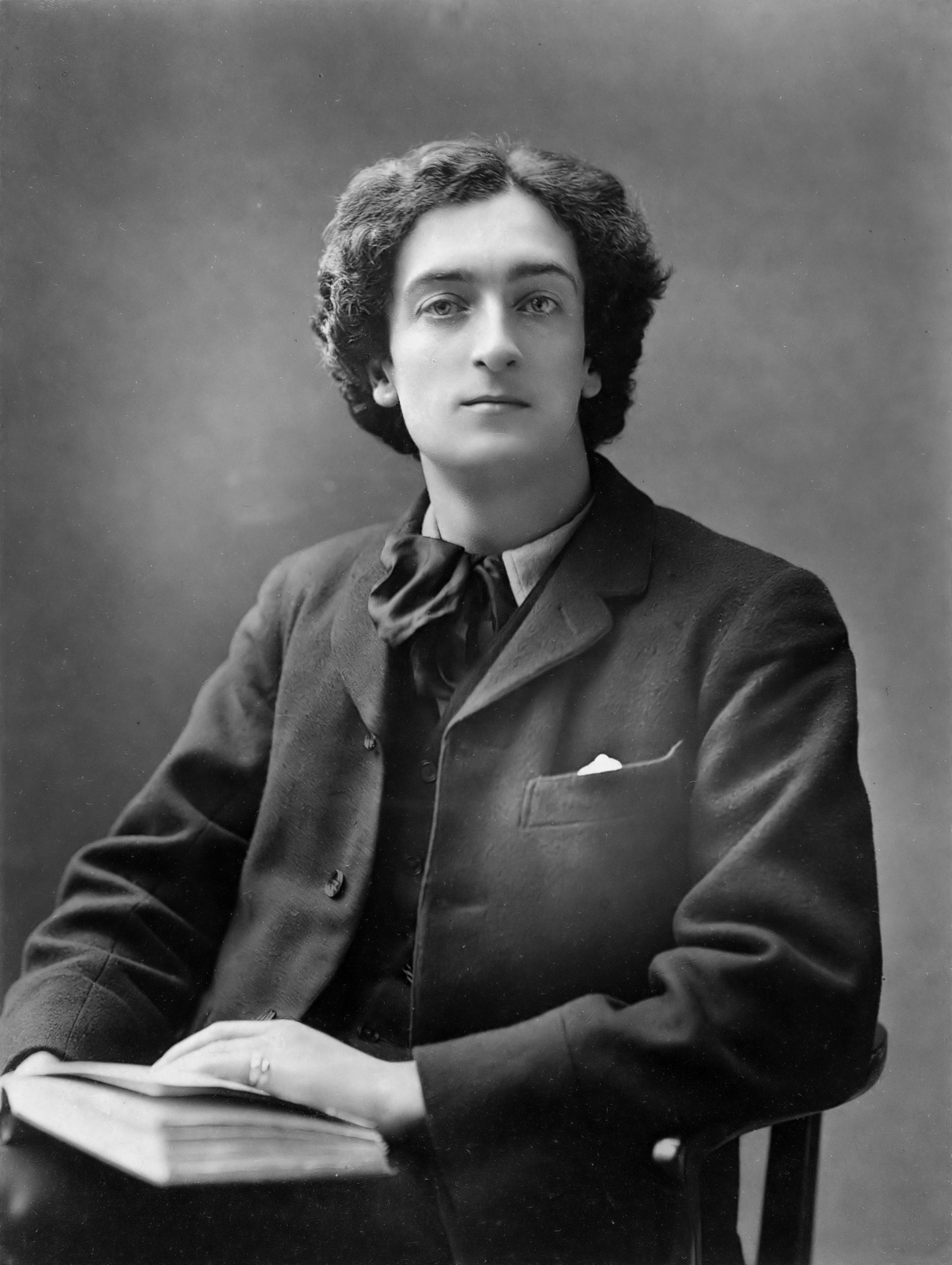
Richard Le Gallienne (Alfred Ellis)

Richard Le Gallienne (20 de enero de 1866 - 15 de septiembre de 1947) fue un escritor y poeta inglés. La actriz estadounidense Eva Le Gallienne (1899-1991) era hija suya, fruto de su segundo matrimonio.

## Vida y carrera literaria
Nació en Liverpool. Comenzó a trabajar como contable, pero abandonó este trabajo para convertirse en escritor profesional. El libro My Ladies' Sonnets se publicó en 1887. Durante 1889, trabajó brevemente como asesor literario de Wilson Barrett. 
Formó parte de la plantilla del periódico The Star en 1891 y escribió artículos para varios periódicos utilizando el pseudónimo de Logroller. Contribuyó con The Yellow Book y se asoció con el Rhymer's Club.
Su primera esposa, Mildred Lee, murió en 1894 y en 1897 Le Gallienne se casó con Julie Noiregard, convirtiéndose así en residente de los Estados Unidos. La pareja se divorció pocos años después. Se le atribuye la traducción de 1906, desde el danés, de la Trilogía del Amor de Peter Nansen, pero la mayoría de las fuentes y el propio libro en sí lo atribuyen a Julie.
Posteriormente conoció Llewelyn Powys y John Cowper Powys.
Una vez le preguntaron cómo se pronunciaba su nombre, dijo a The Literary Digest del estrés que el acento tónico estaba "en la última sílaba: le gal-i-enn '. Por regla general escucho pronunciarlo como si se escribiera "gallion", algo que, por supuesto, es incorrecto. " (Charles Earle Funk, ¿What's the Name, Please?, Funk & Wagnalls, 1936.)
Algunas de sus obras se encuentran disponibles en línea.

## Obras
- My Ladies' Sonnets and Other Vain and Amatorius Verses (1887)
- Volumes in Folio(1889) poemas
- George Meredith: Some Characteristics (1890)
- The Book-Bills of Narcissus (1891)
- English Poems (1892)
- The Religion of a Literary Man (1893)
- Robert Louis Stevenson: An Elegy and Other Poems (1895)

- Quest of the Golden Girl (1896) novela
- Prose Fancies (1896)
- Retrospective Reviews (1896)
- Rubaiyat de Omar Khayyam (1897)
- If I Were God (1897)
- The Romance Of Zion Chapel (1898)
- In Praise of Bishop Valentine (1898)
- Young Lives (1899)
- Sleeping Beauty and Other Prose Fancies (1900)
- The Worshipper Of The Image (1900)
- The Love Letters of the King, or The Life Romantic (1901)
- An Old Country House (1902)
- Odes from the Divan of Hafiz (1903) traducción
- Old Love Stories Retold (1904)
- Painted Shadows (1904)
- Romances of Old France (1905)
- Little Dinners with the Sphinx and other Prose Fancies (1907)
- Omar Repentant (1908)
- Wagner's Tristan and Isolde (1909) (Tristán e Isolda de Wagner) traducción
- Attitudes and Avowals (1910) ensayo
- October Vagabonds (1910)
- New Poems (1910)
- The Maker of Rainbows and Other Fairy-Tales and Fables (1912)
- The Lonely Dancer and Other Poems (1913)
- Vanishing Roads and Other Essays (1915)
- The Silk-Hat Soldier and Other Poems in War Time (1915)
- Pieces of Eight (1918)
- The Junk-Man and Other Poems (1920)
- A Jongleur Strayed (1922) poemas
- Woodstock: An Essay (1923)
- The Romantic '90s (1925) memorias
- The Romance of Perfume (1928)
- There Was a Ship (1930)
- From a Paris Garret (1936) memorias
- The Diary of Samuel Pepys (editor)